# Yunnanilus elakatis
Yunnanilus elakatis es una especie de peces de la familia Balitoridae en el orden de los Cypriniformes. El nombre de la especie se refiere a la forma del cuerpo en forma de huso.

## Distribución geográfica
Se encuentra en la China.

## Hábitat
Es un pez de agua dulce.